# 北浦一揆
北浦一揆（きたうらいっき）は、江戸時代後期の1834年（天保5年）に出羽久保田藩の仙北地域で発生した農民一揆。同藩史上最大規模の農民一揆であった。

## 土崎の米騒動
雄物川の河口にあった土崎湊は、久保田藩の物資集散地としてにぎわっていたが、1833年（天保4年）は、久保田藩が大凶作となり、土崎湊近辺の村々からも雄物川流域からも米がなかなか集まって来なかった。久保田藩は蔵米の払い下げを行うものの、8月には平年の7倍程度の米価となった。
8月18日、土崎湊では「米よこせ」運動が始まった。中心となったのは農村から来た仲仕（荷役人夫）であった。800人程度が米を要求して、町の豪家や豪商に押しかけた。この集団は夕方頃に町役人と久保田からの応援の役人によって解散させられた。この日、藩の首脳は協議の上、一軒ごとに人数、年齢、職業を調査して、決められた量の米を配給することに決定した。この手法は後に仙北地方で施行された「家口米仕法」の始まりとなる。

## 前北浦農民一揆
前北浦とは現在の大仙市のうち、旧中仙町と旧太田町に当たる地区である。44の村があり、御役屋は長野村六日町（旧中仙町）にあった。1834年1月26日に「家口米仕法」と「阿仁銅山廻米」の中止、その他を要求して二千数百人もの農民が、長野御役屋を包囲した。阿仁銅山廻米とは、阿仁銅山で働くおよそ4,000人の食料として、仙北地区から大覚野峠を越えて輸送する米である。年によって異なるが、角館からは1,000石から5,000石の米が輸送されていた。
「家口米仕法」については、1833年12月、郡方吟味役が前北浦の肝煎を集め「来年6月に米が上方から入るので、それまでは藩内でやりくりをしたい。3月までは一人あたり一日3合、4月は7合、5月は8合と計算して、その残りは藩が全て借り上げたい。または、一俵3貫300文で買いたい」と申し渡した。その後、新任の吟味役が到着し、各家ごとに徹底して食料の調査を行った上で「一人あたり一日2.5合の見積もりで3月31日までの分を保有して、残りの米は全て借り上げる。3月31日までの分も、親郷共の倉まで運んで備えておき、日々の分を通帳をもって受け取ること」とした。
これに反発した農民は、1月26日に二千数百人で長野御役屋を包囲し、かがり火を焚きながら悪口雑言、夜更けまで騒ぎ立てた。長野御役屋では相手にならないと、農民達は翌日久保田城を目指して歩き始めた。郡奉行の金易右衛門は驚き、部下を連れて神宮寺に駆けつけ、舟渡の網を切り落とし、農民達を説得した。農民達は説得を受け翌28日に鑓見内村（旧中仙町）鎮守の八幡宮に集まった。その日の午後に、農民達と金易右衛門との交渉が始まった。
交渉に先立ち、金易右衛門は農民から代表者を出すように要求し農民の分断を図った。交渉時には農民達は恐れ入るばかりで、結果的に農民達の要求は通ることがなかった。

## 奥北浦農民一揆
角館小館御役屋の支配する奥北浦の村々は43か村であった。これは現在の仙北市（旧田沢湖町、旧西木村、旧角館町）および大仙市のうち旧中仙町の桜田村を含む地区に相当する。奥北浦一揆を主導した村は西長野村、川原村、山谷川崎村であった。前北浦農民一揆に先立つ1833年10月に山谷川崎村において、傘連判状が作成されている。村の全戸数と同じ79の名前を押印、申し合わせ事項が書かれている。その主な内容は「町方からの借金の返済や日用品のつけは、支払い方法を交渉するので、全員がそれに従うこと。また、借金の抵当として出した物件は何人たりとも手をつけない」というものであった。
前北浦農民一揆が収まってから20日ほどたった2月18日、「不穏な動き」が西明寺村で見られた。19日の朝から廻米蔵宿・九右衛門宅の近くに農民が集まってきた。九右衛門は役人に連絡し、役人が九右衛門宅に駆けつけると、農民達は手に手にナタや鎌、竹槍を持ち「銅山廻米阻止」をスローガンに九右衛門宅を取り囲んでいた。農民達は奥北浦の家々から一人ずつ参加するように呼びかけられたもので、もし不参加であれば家を焼き家族に乱暴するとまで言われていた。集まった農民は千人程度で、役人が「村から代表者を出し、その者と御役屋で交渉する」と提案しても農民達は前北浦一揆の苦い経験をふまえてか、受け付けようとしなかった。
農民達は昼になって昼飯を要求したので、役人は廻米の中から14俵ほど炊き出した。また、農民達は近村の肝煎の家にも押しかけて食事を要求した。役人達は騒ぎ立てる農民に目的を聞くと、郡方支配をなくして佐竹北家の支配にして欲しいということであった。役人は農民に「それならば御役屋に申し出れば良い。問題が解決するまでは、阿仁廻米は停止する」と説得した。昼下がり、農民達は役人と一緒に角館に向かった。
農民達は人数を増やしてときの声を上げ、貝を吹き上げながら移動した。梅沢村や卒田村では肝煎宅に押しかけ食事をする程度の農民達だったが、20日正午過ぎ、雲然村（旧角館町）の親郷肝煎・久吉宅で、乱暴狼藉を働いた。役人や足軽は必死になって鎮めようとするが、「郡方にだまされるな。小館御役屋を毀せ」と言って聞かず、御役屋の米30俵を炊き出しても農民達の狼藉は収まらなかった。
佐竹北家当主である佐竹義術が西野河原まで出馬して、農民達に「阿仁銅山廻米は停止する」「願いの筋を文書で示せば、久保田に行って申し伝える」と言って、解散するように諭した。農民の一部（西長野村、川原村、山谷川崎村の者）は約束の印を貰いたいと頑張った者もいたが、暗くなってようやく農民達は解散した。
後日、佐竹北家は銅山廻米を続ける代わりに、久保田に送る米の中から300石をお救い米と払米にした。また、久保田に送る書状は基本政策に関わることであったので佐竹北家はこれを握りつぶした。
前北浦一揆では農民の処罰者は出なかったが、奥北浦一揆では農民の処罰者が出た。

## その後
2月22日、久保田藩は仙北郡の奉行であった金易右衛門を更迭した。また、26日には稲沢（旧協和町）で村内の富豪が米を要求される事件が起きた。
何らかの有効な対策の必要を感じた藩は、藩主佐竹義厚の巡行によって農民を慰撫することを26日決定した。3月4日に佐竹義厚は巡行に出発し、3月18日に久保田に帰っている。同行した人数は総勢205名、人夫42名であった。非常のことなので、巡行先の負担にならないように配慮し、雄勝、平鹿、仙北、角館と巡行している。佐竹義厚は農民に「教諭」という文書を読み聞かせ、農民を心配していること、藩の対策、農民の心構えなどを述べ、お互い助け合い難局を乗り越えようと諭している。
巡行の最中に大坂から米を積んだ船が続々と土崎湊に到着し、巡行に一層の効果が出て、藩内は次第に落ち着いて行った。

## 一揆に参加しなかった村
1835年に田沢村の肝煎2名が久保田藩により恩賞を与えられ、「堀川」の永名字を与えられている。彼らは、飢饉の時に小さな農民の世話をよく焼いており、奥北浦一揆の際に一人の農民も参加させなかった。奥北浦一揆の際に参加しなかった村は、生保内、刺巻、潟、田沢、玉川の村々であるという。
この2人は、堀川小太郎と堀川清左衛門である。彼らは玉川の奥地の小和瀬野に藩営の馬牧場を経営していたが、大飢饉の際に全ての馬を売り救済資金を捻出した。